# 國井修
國井 修（くにい おさむ、1962年（昭和37年）10月20日 - ）は、人道支援、感染症対策、母子保健、保健戦略・政策などグローバルヘルスを専門とする医師・公衆衛生専門家。これまで110か国以上で保健医療活動に従事。医学士（自治医科大学）、公衆衛生学修士（ハーバード公衆衛生大学院）、医学博士（東京大学）。グローバルファンド（世界エイズ・結核・マラリア対策基金）戦略・投資・効果局長を経て、2022年3月より、公益社団法人グローバルヘルス技術振興基金（GHIT Fund）のCEO兼専務理事に就任。
その他詳細は ホームページ も参照。

## 来歴・人物
栃木県大田原市生まれ、1981年に栃木県立宇都宮高等学校を卒業、1988年に自治医科大学を卒業した。
自治医科大学 在籍中に、アジア医学生会議（AMSC）やフィールドスタディなどを行うアジア医学生連絡協議会（AMSA）の日本代表、さらにアジア代表となり、国際医療ボランティア組織AMDA（アムダ）の創設に関わる。大学を1年間休学し、ソマリアの難民キャンプでボランティアを行った後、インドカルナータカ州にあるウドゥピー・アユルベーダ大学に留学してインドの伝統医学（アーユルヴェーダ）を学び、また、インド最南端のカンニヤークマリにあるヴィヴェーカーナンダ・ケンドラでヨガを学ぶ。
大学卒業後、内科医として病院や奥日光の山間僻地で診療する傍ら、AMDAを通じてソマリア・バングラデシュ・カンボジアなどの人道支援を行い、TILL（栃木インターナショナルライフライン）を創設してその代表として在日外国人医療に従事。
1993年、長崎大学熱帯医学研修コースを受講した後、フルブライト奨学生としてハーバード公衆衛生大学院に留学。1994年、自治医科大学衛生学教室助手となる。
1995〜2000年は国立国際医療センター国際医療協力局に勤務し、日本政府を通じて、ペルー日本大使公邸人質事件、アフガニスタン・イラクなどの医療復興援助、アフリカでのエボラ熱流行調査などに関わる。
2000年以降は東京大学国際地域保健学講座専任講師、長崎大学熱帯医学研究所教授として人材育成・研究に従事し、また外務省経済協力局課長補佐として国際保健援助政策、特にG8沖縄サミット時に日本が打ち出した沖縄感染症対策イニシアティブの監理・運営に関わる。
2006年より国連職員（UNICEF）となり、ニューヨーク本部で保健戦略上級アドバイザー、ミャンマーとソマリアで子どもの死亡低減のための保健医療・栄養・水衛生事業の統括を行う。軍事政権下のミャンマーでは、サフラン革命、サイクロン・ナルギス、内戦中のソマリアでは、アフリカの角の大飢饉、コレラ等の感染症流行などの緊急事態が発生し、人道支援のクラスターアプローチ、国連組織間の調整役なども務めた。
2013年より現在まで、ジュネーブにある国際機関グローバルファンド（世界エイズ・結核・マラリア対策基金）にて、戦略・投資・効果局長として、年間200万人以上の命を奪う3大感染症（エイズ、結核、マラリア）の克服のため世界100か国以上を支援した。
2022年3月より、公益社団法人グローバルヘルス技術振興基金（GHIT Fund）のCEO兼専務理事に就任。マラリア、結核、顧みられない熱帯病のための製品開発およびアクセスに取り組む。
國井自身が学生時代から進路に悩み、様々な助言や支援を得た経験から、日本帰国時には講演会等で国際協力を志す若者、後輩たちに助言・支援を行っている。
自治医科大学 卒業。公衆衛生学修士（ハーバード公衆衛生大学院）、医学博士（東京大学）。
長崎大学、千葉大学、東京医科歯科大学 で客員教授、東京大学、京都大学 などで非常勤講師を務める。

## 受賞歴
- 1995年青年版国民栄誉賞である「人間力大賞」外務大臣賞とグランプリを受賞。
- 2020年第54回吉川英治文化賞を受賞。
- 2020年第7回ゼロマラリア賞を受賞[11]。

## 著書

### 単著
- 『世界最強組織のつくり方 - 感染症と闘うグローバルファンドの挑戦』（筑摩書房、 2019年）
- 『国家救援医　私は破綻国家の医師になった』（KADOKAWA、2014年）
- 『人類 vs 感染症 新型コロナウイルス 世界はどう闘っているのか』（CCCメディアハウス、2020年）[12]

### 編著
- 『災害時の公衆衛生　私たちにできること』（南山堂、2012年）
- 外国人医療15ヶ国語対訳表 （医学書院、1994年） - 編集責任
- 外国人歯科診療15ヶ国語対訳表 （松井ピテオ、1993年） - 編集責任
- すべての外国人に医療保障を-外国人労働者と緊急医療 （海風書房、1992年）p64-78 - 分担執筆
- 外国人医療11ヶ国語対訳表 （三興出版、1991年） - 編集責任
- 外国人医療5ヶ国語対訳表（栃木インターナショナル・ライフライン 編　（松井ピテオ、1990年） - 編集責任

### 共著・分担執筆
- 新型コロナウイルスの不安を超えて (アドスリー、2020年） - 加藤茂孝・岡部信彦との共著
- 保健医療情報システム　国際開発学事典 （丸善出版2018年、2018年） - 分担執筆
- 災害医療におけるプライマリ・ケア　スーパー総合医（大規模災害時医療） （中山書店、2015年） - 分担執筆
- ラピッドアセスメント（迅速評価）　DMAT標準テキスト　日本集団災害医学会 （へるす出版、2015年） - 分担執筆
- 世界でいちばん子どもが死亡する国で, 子どもの命を守るために。 ザ・総合診療医 地域医療を語り合った仲間たち （メディカルサイエンス社、2015年） - 分担執筆
- 日本国際保健医療学会編.　国際保健医療学（第2版） 「国際協力の担い手」（杏林書院、2005年）p91-98 - 分担執筆
- Challenges in Global Partnerships to Combat HIV/AIDS Pandemic. In: Ed by Sakai R. ed. Framework of Health Risk Management Science （URMPM Publisher、2004年） - 分担執筆
- 国際保健医療のお仕事(中村安秀 編) （南山堂、2003年） - 分担執筆
- 社会医学事典. 地域参加 （朝倉書店、2002年）p120-121 - 分担執筆
- 災害医学「大火災」（国際災害研究会 編） （南山堂、2001年）p91-104 - 分担執筆
- 国際保健医療学「バングラデシュ竜巻災害」（日本国際保健医療学会 編） （杏林書院、2001年） p184-186 - 分担執筆
- 国際保健医療学「中･東欧と旧ソ連」（日本国際保健医療学会 編） （杏林書院、2001年）p242-245 - 分担執筆
- 日本の国際緊急援助体制とJMTDR（小早川隆敏 編）：　国際保健医療協力入門 理論から実践へ （国際協力出版会、1998年）ｐ295‐301 - 分担執筆

## テレビ出演
- 「その挑戦は、国境を越える　感染症の克服をめざして」（2019年10月12日、BSテレ東）[13]
- 「特集ワールドアイズ：新型コロナウイルス　パンデミックに至った背景は」（2020年4月27日　NHK BS1 ワールドウォッチング）[14]
- 「Global Agenda：　Lifting Lockdown: The Search for Exit Strategies」（2020年5月23日　NHK World Japan）[15]

など